# 姊妹橋
姊妹橋又名双木桥、高桥、五福桥，位於四川省安縣晓坝镇五福村姊妹桥风景区，文物遺址年代判定為清代。原为于元末明初建造的石板桥，清朝同治十一年（1873年），由当地民众捐资改建成木质廊桥。两座相对独立的廊桥通过河道中巨石相连组成姊妹橋。2004年增補為第六批四川省文物保護單位。